# Herminium longilobatum
Herminium longilobatum är en orkidéart som beskrevs av S.N.Hegde och A.Nageswara Rao. Herminium longilobatum ingår i släktet honungsblomstersläktet, och familjen orkidéer.
Artens utbredningsområde är Arunachal Pradesh. Inga underarter finns listade i Catalogue of Life.